# Elecciones legislativas de Ecuador de 1990
Las elecciones legislativas de Ecuador de 1990 se celebraron el domingo 17 de junio de 1990 para la elección de los 60 diputados provinciales que conformarían el Congreso Nacional del Ecuador en el período 1990-1992 junto a los 12 diputados nacionales elegidos en 1988.

## Escaños
- 60 diputados provinciales

| Provincia        | Escaños | Provincia  | Escaños |
| ---------------- | ------- | ---------- | ------- |
| Azuay            | 3       | Bolívar    | 2       |
| Cañar            | 2       | Carchi     | 2       |
| Chimborazo       | 3       | Cotopaxi   | 3       |
| El Oro           | 3       | Esmeraldas | 3       |
| Galápagos        | 1       | Guayas     | 9       |
| Imbabura         | 3       | Loja       | 3       |
| Los Ríos         | 3       | Manabí     | 5       |
| Morona Santiago  | 1       | Napo       | 2       |
| Pastaza          | 1       | Pichincha  | 6       |
| Sucumbíos        | 1       | Tungurahua | 2       |
| Zamora Chinchipe | 1       |            |         |

## Resultados
Partidos con representación parlamentaria
| Partido | Partido | Partido                                          | Votos     | %      | Electos | Total | ±           |
| ------- | ------- | ------------------------------------------------ | --------- | ------ | ------- | ----- | ----------- |
| 6       |         | Partido Social Cristiano (PSC)                   | 723.428   | 24.39  | 15      | 16    | 8           |
| 10      |         | Partido Roldosista Ecuatoriano (PRE)             | 438.166   | 14.81  | 9       | 13    | 5           |
| 12      |         | Izquierda Democrática (ID)                       | 385.650   | 13.04  | 11      | 14    | 18          |
| 5       |         | Democracia Popular (DP)                          | 297.186   | 10.06  | 7       | 7     | Sin cambios |
| 17      |         | Partido Socialista Ecuatoriano (PSE)             | 262.360   | 8.87   | 7       | 8     | 4           |
| 15      |         | Movimiento Popular Democrático (MPD)             | 146.979   | 4.97   | 1       | 1     | Sin cambios |
| 1       |         | Partido Conservador Ecuatoriano (PCE)            | 125.308   | 4.24   | 2       | 3     | 2           |
| 14      |         | Frente Radical Alfarista (FRA)                   | 123.990   | 4.19   | 1       | 2     | Sin cambios |
| 4       |         | Concentración de Fuerzas Populares (CFP)         | 122.982   | 4.16   | 3       | 3     | 1           |
| 2       |         | Partido Liberal Radical Ecuatoriano (PLRE)       | 97.933    | 3.13   | 3       | 3     | 2           |
| 13      |         | Acción Popular Revolucionaria Ecuatoriana (APRE) | 63.466    | 2.41   | 0       | 0     | Sin cambios |
| 9       |         | Frente Amplio de Izquierda (FADI)                | 62.500    | 2.11   | 1       | 2     | 1           |
| 11      |         | Partido Liberación Nacional (PLN)                | 52.545    | 1.78   | 0       | 0     | Sin cambios |
| 16      |         | Partido del Pueblo (PDP)                         | 29.264    | 0.99   | 0       | 0     | Sin cambios |
| 7       |         | Pueblo, Cambio y Democracia (PCD)                | 26.157    | 0.85   | 0       | 0     | Sin cambios |
|         |         |                                                  |           |        |         |       |             |
|         |         | Votos válidos                                    | 2.958.477 | 83.08  |         |       |             |
|         |         | Votos nulos/en blanco                            | 602.604   | 16.92  |         |       |             |
|         |         | Total                                            | 3.561.081 | 100,00 | 60      | 72    | 1           |
|         |         | Registrados/Participación                        | 5,259,114 | 67.71  | 9,76    | 9,76  | 9,76        |

Fuente:

### Escaños obtenidos por provincia y diputados a nivel nacional
| Provincias       |    |    |    |   |   |   |   |   |   |   |   | Total |
| ---------------- | -- | -- | -- | - | - | - | - | - | - | - | - | ----- |
| Nacional         | 1  | 2  | 3  | 1 | 1 | 1 | 1 | 1 | 1 |   |   | 12    |
| Azuay            |    |    | 1  | 1 | 1 |   |   |   |   |   |   | 3     |
| Bolívar          |    |    | 1  |   |   |   |   |   |   |   | 1 | 2     |
| Cañar            |    |    | 1  |   | 1 |   |   |   |   |   |   | 2     |
| Carchi           |    |    |    |   | 1 |   | 1 |   |   |   |   | 2     |
| Chimborazo       |    |    |    |   | 2 |   |   |   |   | 1 |   | 3     |
| Cotopaxi         |    | 2  |    |   |   |   |   |   |   |   | 1 | 3     |
| El Oro           | 2  | 1  |    |   |   |   |   |   |   |   |   | 3     |
| Esmeraldas       | 2  |    | 1  |   |   |   |   |   |   |   |   | 3     |
| Galápagos        |    |    |    | 1 |   |   |   |   |   |   |   | 1     |
| Guayas           | 4  | 3  | 1  |   | 1 |   |   |   |   |   |   | 9     |
| Imbabura         |    |    | 2  |   | 1 |   |   |   |   |   |   | 3     |
| Loja             |    | 2  | 1  |   |   |   |   |   |   |   |   | 3     |
| Los Ríos         | 2  | 1  |    |   |   |   |   |   |   |   |   | 3     |
| Manabí           | 2  | 1  | 1  |   |   |   |   |   |   |   | 1 | 5     |
| Morona Santiago  |    |    |    | 1 |   |   |   |   |   |   |   | 1     |
| Napo             |    |    | 1  |   |   | 1 |   |   |   |   |   | 2     |
| Pastaza          |    |    |    |   |   |   |   | 1 |   |   |   | 1     |
| Pichincha        | 1  |    | 1  | 2 |   |   | 1 |   | 1 |   |   | 6     |
| Sucumbíos        |    |    |    | 1 |   |   |   |   |   |   |   | 1     |
| Tungurahua       | 2  | 1  |    |   |   |   |   |   |   |   |   | 3     |
| Zamora Chinchipe |    |    |    |   |   | 1 |   |   |   |   |   | 1     |
| Total            | 16 | 13 | 14 | 7 | 8 | 3 | 3 | 2 | 2 | 1 | 3 | 72    |

## Diputados nacionales
Los diputados nacionales no fueron elegidos en estas votaciones, pues su periodo era de cuatro años en vez de dos. Los diputados nacionales para este periodo fueron:
| Partido                            | Diputado | Diputado                 | Diputado                 |
| ---------------------------------- | -------- | ------------------------ | ------------------------ |
| Izquierda Democrática              |          |                          | Efrén Cocíos Jaramillo   |
| Izquierda Democrática              |          | Richard Guillem Zambrano |                          |
| Izquierda Democrática              |          | Nicolás Issa Obando      |                          |
| Partido Roldosista Ecuatoriano     |          |                          | Marco Proaño Maya        |
| Partido Roldosista Ecuatoriano     |          | Jacobo Bucaram Ortiz     |                          |
| Partido Social Cristiano           |          | Camilo Ponce Gangotena   | Camilo Ponce Gangotena   |
| Partido Socialista Ecuatoriano     |          | Víctor Granda Aguilar    | Víctor Granda Aguilar    |
| Democracia Popular                 |          | Vladimiro Álvarez Grau   | Vladimiro Álvarez Grau   |
| Partido Conservador Ecuatoriano    |          |                          | Alberto Dahik Garzozi    |
| Concentración de Fuerzas Populares |          | Averroes Bucaram Zaccida | Averroes Bucaram Zaccida |
| Frente Radical Alfarista           |          |                          | Cecilia Calderón Prieto  |
| Frente Amplio de Izquierda         |          |                          | René Maugé Mosquera      |

## Nómina de diputados electos

### Azuay
| Partido                        | Diputado | Diputado          | Diputado            |
| ------------------------------ | -------- | ----------------- | ------------------- |
| Izquierda Democrática          |          | Enrique Malo Abad | Enrique Malo Abad   |
| Partido Socialista Ecuatoriano |          |                   | Diego Delgado Jara  |
| Democracia Popular             |          |                   | Xavier Muñoz Chávez |

### Bolívar
| Partido                             | Diputado | Diputado                |
| ----------------------------------- | -------- | ----------------------- |
| Izquierda Democrática               |          | Gustavo Espinoza Chimbo |
| Partido Liberal Radical Ecuatoriano |          | Carlos Chávez Guerrero  |

### Cañar
| Partido                        | Diputado | Diputado                 |
| ------------------------------ | -------- | ------------------------ |
| Izquierda Democrática          |          | Segundo Salinas Palacios |
| Partido Socialista Ecuatoriano |          | Segundo Serrano Serrano  |

### Carchi
| Partido                         | Diputado | Diputado              |
| ------------------------------- | -------- | --------------------- |
| Partido Socialista Ecuatoriano  |          | Manuel Salgado Tamayo |
| Partido Conservador Ecuatoriano |          | Julio Robles Castillo |

### Chimborazo
| Partido                        | Diputado             | Diputado                |
| ------------------------------ | -------------------- | ----------------------- |
| Partido Socialista Ecuatoriano |                      | Edelberto Bonilla Oleas |
| Partido Socialista Ecuatoriano | Ligia Vinueza Molina |                         |
| Movimiento Popular Democrático |                      | Carlos Ortiz González   |

### Cotopaxi
| Partido                             | Diputado            | Diputado                 |
| ----------------------------------- | ------------------- | ------------------------ |
| Partido Roldosista Ecuatoriano      |                     | Oswaldo Lucero Solís     |
| Partido Roldosista Ecuatoriano      | José Merizalde Lara |                          |
| Partido Liberal Radical Ecuatoriano |                     | Flavio Torres Bartelotti |

### El Oro
| Partido                        | Diputado                   | Diputado             | Diputado                |
| ------------------------------ | -------------------------- | -------------------- | ----------------------- |
| Partido Social Cristiano       |                            |                      | Carlos Falquez Batallas |
| Partido Social Cristiano       | Juana Marlene Nieto Avilés |                      |                         |
| Partido Roldosista Ecuatoriano |                            | Solón Álvarez García | Solón Álvarez García    |

### Esmeraldas
| Partido                  | Diputado          | Diputado             |
| ------------------------ | ----------------- | -------------------- |
| Partido Social Cristiano |                   | Homero López Saud    |
| Partido Social Cristiano | Luis Borja García |                      |
| Izquierda Democrática    |                   | Marco Coronel Drouet |

### Galápagos
| Partido            | Diputado | Diputado | Diputado                   |
| ------------------ | -------- | -------- | -------------------------- |
| Democracia Popular |          |          | Alfredo Serrano Valladares |

### Guayas
| Partido                        | Diputado                 | Diputado             | Diputado             |
| ------------------------------ | ------------------------ | -------------------- | -------------------- |
| Partido Social Cristiano       |                          |                      | Jaime Nebot Saadi    |
| Partido Social Cristiano       |                          | Vicente Arroba Ditto |                      |
| Partido Social Cristiano       | Franklin Verduga Vélez   |                      |                      |
| Partido Social Cristiano       | Rómulo López Sabando     |                      |                      |
| Partido Roldosista Ecuatoriano |                          | Adolfo Bucaram Ortiz | Adolfo Bucaram Ortiz |
| Partido Roldosista Ecuatoriano | Fernando Larrea Martínez |                      |                      |
| Partido Roldosista Ecuatoriano | Francisco Peña Bayona    |                      |                      |
| Izquierda Democrática          |                          |                      | Jorge Zavala Egas    |
| Partido Socialista Ecuatoriano |                          |                      | Raúl Patiño Aroca    |

### Imbabura
| Partido                        | Diputado            | Diputado               | Diputado               |
| ------------------------------ | ------------------- | ---------------------- | ---------------------- |
| Izquierda Democrática          |                     | Luis Mejía Montesdeoca | Luis Mejía Montesdeoca |
| Izquierda Democrática          | Jenny Terán Estrada |                        |                        |
| Partido Socialista Ecuatoriano |                     |                        | Enrique Ayala Mora     |

### Loja
| Partido                        | Diputado                  | Diputado                |
| ------------------------------ | ------------------------- | ----------------------- |
| Partido Roldosista Ecuatoriano |                           | Luis Bustamante Guevara |
| Partido Roldosista Ecuatoriano | Edison Villamagua Aguirre |                         |
| Izquierda Democrática          |                           | Daniel Granda Arciniega |

### Los Ríos
| Partido                        | Diputado             | Diputado             | Diputado                |
| ------------------------------ | -------------------- | -------------------- | ----------------------- |
| Partido Social Cristiano       |                      |                      | Antonio Andrade Fajardo |
| Partido Social Cristiano       | Bolívar Lupera Ycaza |                      |                         |
| Partido Roldosista Ecuatoriano |                      | Carlos Valle Salazar | Carlos Valle Salazar    |

### Manabí
| Partido                             | Diputado                | Diputado                 |
| ----------------------------------- | ----------------------- | ------------------------ |
| Partido Social Cristiano            |                         | Simón Bustamante Vera    |
| Partido Social Cristiano            | Carlos Cevallos Centeno |                          |
| Izquierda Democrática               |                         | Walter Cevallos Cevallos |
| Partido Roldosista Ecuatoriano      |                         | Luis Villacreses Colmont |
| Partido Liberal Radical Ecuatoriano |                         | Ricardo Bowen Cavagnaro  |

### Morona Santiago
| Partido            | Diputado | Diputado               |
| ------------------ | -------- | ---------------------- |
| Democracia Popular |          | Augusto Cid Abad Prado |

### Napo
| Partido                            | Diputado | Diputado               |
| ---------------------------------- | -------- | ---------------------- |
| Izquierda Democrática              |          | Yolanda Andrade Guerra |
| Concentración de Fuerzas Populares |          | Eduardo Vayas Salazar  |

### Pastaza
| Partido                    | Diputado | Diputado | Diputado                    |
| -------------------------- | -------- | -------- | --------------------------- |
| Frente Amplio de Izquierda |          |          | Roberto de la Torre Andrade |

### Pichincha
| Partido                         | Diputado                  | Diputado                  | Diputado                  |
| ------------------------------- | ------------------------- | ------------------------- | ------------------------- |
| Democracia Popular              |                           |                           | Jamil Mahuad Witt         |
| Democracia Popular              | Washington Bonilla Abarca |                           |                           |
| Izquierda Democrática           |                           | Patricio Romero Barberis  | Patricio Romero Barberis  |
| Partido Social Cristiano        |                           | Eduardo Villaquirán Lebed | Eduardo Villaquirán Lebed |
| Frente Radical Alfarista        |                           |                           | Fabián Alarcón Rivera     |
| Partido Conservador Ecuatoriano |                           | Luis Ponce Palacios       | Luis Ponce Palacios       |

### Sucumbíos
| Partido            | Diputado | Diputado | Diputado            |
| ------------------ | -------- | -------- | ------------------- |
| Democracia Popular |          |          | Eliseo Azuero Rodas |

### Tungurahua
| Partido                        | Diputado | Diputado                    | Diputado             |
| ------------------------------ | -------- | --------------------------- | -------------------- |
| Partido Social Cristiano       |          | Galo Vela Álvarez           | Galo Vela Álvarez    |
| Partido Social Cristiano       |          | Luis Fernando Torres Torres |                      |
| Partido Roldosista Ecuatoriano |          | Edison Camino Castro        | Edison Camino Castro |

### Zamora Chinchipe
| Partido                            | Diputado | Diputado           |
| ---------------------------------- | -------- | ------------------ |
| Concentración de Fuerzas Populares |          | Luis Delgado Tello |

Fuente: